# التاج (مسلسل)
التاج (بالإنجليزية: The Crown) مسلسل دراما وسيرة ذاتية تلفزيوني. من إعداد وكتابة بيتر مورغان وإنتاج شركة «ليفت بانك» توفر للعرض حسب الطلب على نتفليكس في 4 نوفمبر، 2016. يُتابع المسلسل قصة وسيرة الملكة إليزابيث الثانية في المملكة المتحدة.

## قصة المسلسل
يُتابع المسلسل قصة الملكة إليزابيث الثانية من زواجها في عام 1947 حتى الآن. تابع الموسم الأول من المسلسل أحداثاً حتى عام 1955.

## الممثلين والشخصيات

### شخصيات رئيسية
- كلير فوي بدور الأميرة إليزابيث ولاحقاً الملكة إليزابيث الثانية
- مات سميث بدور فيليب دوق إدنبرة زوج إليزابيث

## وصلات خارجية
- الموقع الرسمي
- التاج على موقع IMDb (الإنجليزية)
- التاج على موقع ميتاكريتيك (الإنجليزية)
- التاج على موقع روتن توميتوز (الإنجليزية)
- التاج على موقع نتفليكس (الإنجليزية)
- التاج على موقع فيلمافينيتي (الإسبانية)
- التاج على موقع كينوبويسك (الروسية)
- التاج على موقع ألو سيني (الفرنسية)
- التاج على موقع قاعدة بيانات الفيلم (الإنجليزية)